# مسيب الخارجية (بني مطر)

تعديل مصدري - تعديل

مسيب الخارجية هي إحدى قرى عزلة بني الراعى بمديرية بني مطر التابعة لمحافظة صنعاء، بلغ تعداد سكانها 407 نسمة حسب تعداد اليمن لعام 2004.